# Heinz Nordmann
Heinz Nordmann (* 28. Mai 1893 in Magdeburg; † 23. Dezember 1945 im Lager Zedelgem) war ein deutscher Vizeadmiral der Kriegsmarine.

## Leben
Heinz Nordmann trat im April 1911 in die Kaiserliche Marine ein. Zum 3. August 1914 wurde er Leutnant zur See und diente bis Februar 1915 auf der Thüringen. Bis September 1915 kam er zur Ausbildung an die Artillerie- und Torpedoschule. Von September 1915 bis Januar 1916 war er dann auf der Lützow. Am 15. Januar 1916 wurde er aus dem aktiven Seeoffizierkorps verabschiedet. Bis Oktober 1916 kam er als Wachoffizier auf das Torpedoboot V 68 und dann in gleicher Position bis Juli 1918 auf die S 61. Am 16. Juli 1917 wurde er zum Oberleutnant zur See befördert. Ab dem 18. Juli 1918 war er wieder im aktiven Seeoffizierkorps. Er wurde Kommandant von A 40 und später bis Kriegsende von A 27.
Nach dem Krieg wurde er in die Reichsmarine übernommen und hier am 1. April 1922 Kapitänleutnant. 1926 war er als Referent an der Marinestation der Nordsee in Wilhelmshaven. Am 1. April 1930 zum Korvettenkapitän befördert, war er 1931 Adjutant an der Marinestation der Nordsee. Als Fregattenkapitän (Beförderung am 1. September 1935) war er 1936 in der Marineorganisationsabteilung (A II) im Marinekommandoamt des OKM.
Von April 1939 bis Februar 1940 war er Kommandant des Leichten Kreuzers Leipzig. Ende Dezember 1939 wurde das Schiff bei zwei U-Bootangriffen beschädigt und im Februar 1940 in einer Werft liegend außer Dienst gestellt. Anschließend war er bis Juli 1941 Abteilungschef im Seeschiffahrtsamt in Reichsverkehrsministerium. Von Juli 1941 bis Februar 1942 war er Chef des Stabes der Kriegsmarinewerft Kiel. Als Konteradmiral war er von März bis September 1942 Kommandant der Seeverteidigung Kirkenes in Norwegen. Anschließend war er, ab 1. April 1943 als Vizeadmiral, bis Januar 1945 Admiral der norwegischen Polarküste.
In dieser Position war er auch für die Urteile der Standgerichte verantwortlich. Bei der Verhandlung des Korvettenkapitäns der Reserve Gustav-Adolf Prößdorf, Zweiter Admiralstabsoffizier und Quartiermeister beim Admiral der norwegischen Polarküste, Ende 1944 war der Freispruch vom Vorwurf der Wehrkraftzersetzung mit der Verurteilung zu zwei Wochen Stubenarrest für Nordmann nicht akzeptabel und er erreichte die Aufhebung des Urteils. Bei der erneuten Verhandlung wurde Hans Filbinger als Anklagevertreter ausgewählt, welcher aber basierend auf dem ersten Urteil Freispruch vom Vorwurf der Wehrkraftzersetzung beantragte. Das Gericht folgte dem Antrag.
Von Januar 1945 bis April 1945 war er z.V. gestellt und beurlaubt. Am 30. April 1945 wurde er aus der Kriegsmarine verabschiedet.
Nach Kriegsende kam er in Kriegsgefangenschaft, in welcher er Ende 1945 starb.